# Jordanka Fandakovová
Jordanka Asenovová Fandakovová (bulharsky Йорданка Асенова Фандъкова, * 12. dubna 1962 Samokov) je bulharská politička. Od roku 2009 je primátorkou hlavního města Sofie. 
Její rodiče pracovali pro Balkanturist v horském letovisku Borovec. Vystudovala jazykovou školu a pak rusistiku na Sofijské univerzitě. Od roku 1985 učila na střední jazykové škole Vladislava Gramatika v Sofii, roku 1998 se stala ředitelkou školy. Vstoupila do strany GERB, za kterou byla v roce 2005 zvolena do sofijského zastupitelstva. Byla zástupkyní primátora Bojka Borisova se zaměřením na vzdělání, kulturu, sport a prevenci závislostí. V červenci 2009 se stala poslankyní Národního shromáždění a ministryní mládeže, školství a vědy. Z vlády odešla v listopadu téhož roku, kdy byla zvolena sofijskou primátorkou. Post obhájila v komunálních volbách v letech 2011, 2015 a 2019. Během působení ve funkci prosazovala kandidaturu Sofie na Evropské hlavní město kultury, podílela se na opravě památek jako bazilika svaté Sofie a také na modernizaci městské dopravy včetně zprovoznění třetí linky sofijského metra.
Je první ženou v čele bulharské metropole a nejdéle sloužícím ze všech sofijských primátorů. V roce 2023 oznámila, že se již nebude ucházet o znovuzvolení.
Hovoří rusky a anglicky. Je vdaná za pediatra Jurije Fandakova a má jednu dceru.